# The Magnificent Seven (2016)

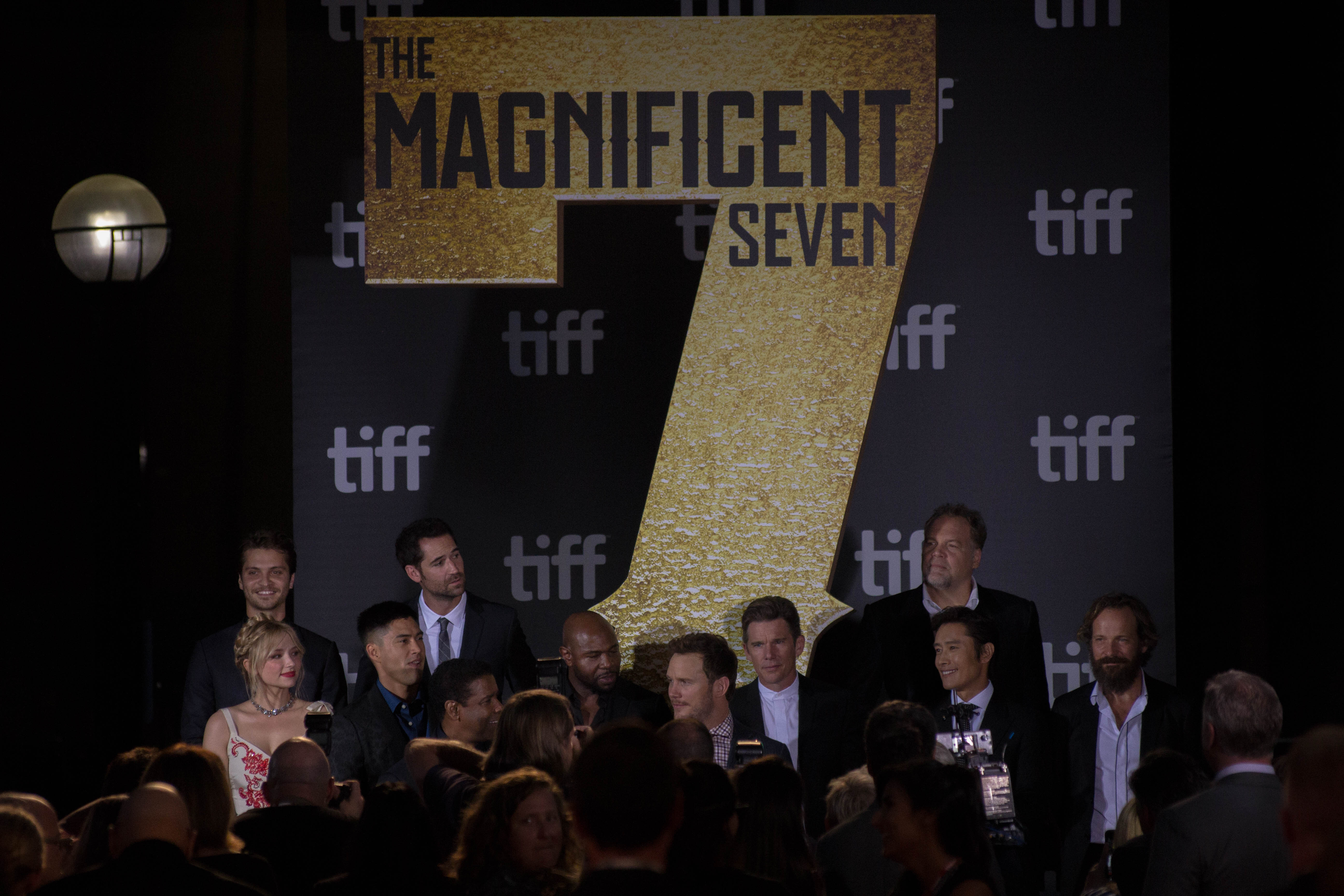
Cast van The Magnificent Seven

The Magnificent Seven is een Amerikaanse western uit 2016 van regisseur Antoine Fuqua. De film is een nieuwe versie van de oorspronkelijke film uit 1960, die op zijn beurt weer een remake was van de film De zeven samoerai uit 1954. In deze film is het laatste werk van componist James Horner te horen, die het jaar daarvoor overleed.

## Verhaal
Wanneer het dorpje Rose Creek in de greep is van de machtige industrialist Bartholomew Bogue, zoeken de inwoners hulp bij een kleurrijk gezelschap van zeven vogelvrij verklaarde premiejagers, gokkers, huurlingen, een Chinese martial artist en een indiaan. Wanneer het eindgevecht nadert, komt de groep van zeven erachter dat het gaat om meer dan alleen geld.
De film eindigt in een escalatie van vuurwapengeweld in de stijl van western-regisseur Sam Peckinpah, de maker van Return of the Magnificent Seven (1966).

## Rolverdeling
- Denzel Washington als Sam Chisolm
- Chris Pratt als Joshua Faraday
- Ethan Hawke als Goodnight Robicheaux
- Vincent D'Onofrio als Jack Horne
- Byung-hun Lee als Billy Rocks
- Manuel Garcia-Rulfo als Vasquez
- Martin Sensmeier als de jonge Comanche Red Harvest
- Peter Sarsgaard als Bartholomew Bogue
- Haley Bennett als Emma Cullen, de jonge weduwe
- Jonathan Joss als Denali, een Comanche
- Cam Gigandet als McCann, de rechterhand van Bogue

## Productie
De film ging in première op 8 september 2016 als openingsfilm van het internationaal filmfestival van Toronto en kwam uit op 23 september van dat jaar. De film kreeg gemengde recensies en bracht wereldwijd 149 miljoen dollar op.